# Petitio principii
A expressão latina petitio principii ("petição de princípio") indica uma falácia informal que consiste em afirmar uma tese, que se pretende demonstrar verdadeira na conclusão do argumento, já partindo do princípio de que essa mesma conclusão é verdadeira e empregando essa pressuposição em uma das premissas.
Transformar a própria conclusão numa premissa também é uma forma de petitio principii.
Exemplo:
Carlos é um bom homem pois doa dinheiro a mendigos, e todo indivíduo que doa dinheiro a mendigos é um bom homem.
(percebe-se que a conclusão já estava contida na premissa, de modo que a conclusão, então, mais uma vez, nada demonstrou)
Outra forma de petitio principii é inverter os significados da conclusão com a premissa. (Após um assalto a mão armada, uma das vítimas pergunta para o parceiro assaltado: Por que você entregou nosso passaporte junto com o dinheiro? Porque ele é um viajante. Mas ele não pediu passaporte. Por que acha que ele é viajante? Porque ele tem um passaporte.
A falácia permeia-se em presumir de forma cíclica, até chegar a uma conclusão inválida que está interligada à premissa. A inferência não é inválida, e a estrutura lógica é aceitável, o equívoco se fundamenta na solidez da presunção. Por isto é considerado uma falácia de presunção.
A falácia Petitio Principii (do latim que significa “pedir a premissa”) ocorre quando a premissa (ou premissas) são tão pouco verosimilhantes quanto a conclusão, ou seja, quando a premissa da argumentação contém nela própria a conclusão a que deve chegar, embora de uma forma disfarçada e implícita.
Nessa série de falácias, o indivíduo assume a verdade de sua conclusão, usa essa suposição para rejeitar até mesmo a possibilidade de que há evidências que contam contra suas crenças e conclui que a falta de evidência para outras conclusões é mais uma evidência de seu ponto de partida.

## Estrutura lógica
- Declarando A verdadeiro
- Declara-se não A não verdadeiro

## Exemplos
- 1. "Como eu não estou mentindo, claro que eu estou dizendo a verdade."
  2. "Deus existe porque diz na Bíblia e a Bíblia é a palavra de Deus".
  3. "A Bíblia contém relatos de milagres. Portanto, a Bíblia contém material lendário ou deturpações históricas. Portanto, a Bíblia não é confiável. Portanto, não há evidência para Deus."